# Come into My World
"Come into My World" er en sang af den australske sangeren Kylie Minogue fra hendes ottende studiealbum Fever (2001). Sangen blev skrevet og produceret af Cathy Dennis og Rob Davis, som også skrev og producerede Minogues vellykkede single "Can't Get You Out of My Head" fra samme album.

## Udgivelse og indspilning
Med succesen af den tidligere single "Love at First Sight" i USA meddelte Minogue hun ville udgive albummets fjerde og sidste single og "Come into My World" blev valgt. I mellemtiden udgivet Minogue den australske salgsfremmende single "Fever" fra albummet af samme navn. "Come into My World" blev senere udgivet som single den 2. november 2002. Der var to versioner af sangen indspillet, en albumversion og en singleversion, som blev ikke udgivet digitalt. Men singleversionen blev senere udgivet på opsamlingsalbummet Ultimate Kylie (2004).
"Come into My World" er en dance pop-sang og indeholder elementer af house med også en lille disco-stil.

## Hitlisteplaceringer
I Storbritannien nåede sangen nummer otte på UK Singles Chart. I Australien nåede sangen nummer fire på ARIA Charts og blev certificeret guld af Australian Recording Industry Association og blev certificeret guld af Australian Recording Industry Association. I New Zealand nåede sangen nummer tyve og blev på hitlisterne i elleve uger.
I USA nåede singlen nummer 91 på Billboard Hot 100 men nåede nummer tyve på Hot Dance Club Songs. Sangen nåede Top 20 i Italien, Danmark og Spanien. I Latinamerika nåede singlen nummer 66 i Chile og førstepladsen i Mexico.

## Musikvideo
I videoen slentrer Kylie rundt om en gadeblok i Boulogne-Billancourt, en forstad til Paris i Frankrig. Hver gang hun fuldfører en runde i området, kommer der yderligere en Kylie fra en af gadens butikker og personerne i baggrunden lier ligeledes gentaget i lidt forskellige positioner. Ved videoens afslutnig er hun repræsenteret fire gange, ligesom elementerne i scenens baggrund. Videoen slutter da en femte Kylie kommer ud.

## Formater og sporliste
Disse er de formater og sporlister af større udgivelser af Come into My World.
Canadiske CD
1. "Come into My World" (Single Version) – 4:08
2. "Come into My World" (Fischerspooner Mix) – 4:20

Britiske CD 1
1. "Come into My World" (Single Version) – 4:08
2. "Come into My World" (Ashtrax Mix) – 5:02
3. "Come into My World" (Robbie Rivera's Hard and Sexy Mix) – 7:00
4. "Come into My World" (Video)

Britiske CD 2
1. "Come into My World" (Single Version) – 4:08
2. "Love at First Sight" (Live Version 2002 Edit) – 4:19
3. "Fever" (Live Version 2002) – 3:43

Britiske DVD
1. "Come into My World" (Kylie Fever Live Video) – 6:12
2. The Making of "Come into My World"
3. "Come into My World" (Fischerspooner Mix Slow)

## Hitlister
| Hitliste (2002)                    | Placering |
| ---------------------------------- | --------- |
| Australien (ARIA Charts)           | 4         |
| Østrig (Ö3 Austria Top 40)         | 59        |
| Belgien (Ultratop 50 Flandern)     | 35        |
| Belgien (Ultratip Vallonien)       | 2         |
| Danmark (Tracklisten)              | 15        |
| Frankrig (SNEP)                    | 78        |
| Tyskland (Media Control Charts)    | 47        |
| Ungarn (Mahasz)                    | 10        |
| Italien (FIMI)                     | 13        |
| Nederlandene (Mega Single Top 100) | 35        |
| New Zealand (RIANZ)                | 20        |
| Schweiz (Schweizer Hitparade)      | 66        |
| Spanien (PROMUSICAE)               | 15        |
| Storbritannien (UK Singles Chart)  | 8         |
| USA (Billboard Hot 100)            | 91        |
| USA (Hot Dance Club Songs)         | 20        |
| USA (Pop Songs)                    | 28        |

## Udgivelsehistorie
| Land           | Dato              | Format    |
| -------------- | ----------------- | --------- |
| Australien     | 2. november 2002  | CD single |
| Storbritannien | 11. november 2002 | CD single |